# 佩雷大厦
佩雷大厦（Tour Perret）是法国北部城市亚眠的一座高层公寓楼，建于1949 – 1954年，由建筑师奥古斯特·佩雷（Auguste Perret，1874-1954）设计，现代主义风格。该建筑高27层，103.9米。1975年10月29日列为法国历史古迹。